# Ferry IV de Lorraine
Pour les articles homonymes, voir Ferry de Lorraine.
Ferry IV de Lorraine, dit le lutteur, né à Gondreville le 15 avril 1282 et mort à Paris le 21 avril 1329, fut duc de Lorraine de 1312 à 1329. Il était fils du duc Thiébaud II et d'Isabelle de Rumigny.

## Biographie
Le 18 octobre 1314, lors de la Diète de Francfort, les Princes-Électeurs du Saint-Empire romain germanique ne parvinrent pas à choisir un empereur pour succéder à Henri VII de Luxembourg et les votes se partagèrent entre deux prétendants : Louis IV de Bavière et Frédéric de Habsbourg. L'Allemagne du sud devint le champ de bataille entre les deux prétendants, Ferry IV combattant pour Frédéric de Habsbourg son beau-frère. Ils sont vaincus à la bataille de Mühldorf le 28 septembre 1322 et fait prisonniers. La médiation du roi de France Charles IV le Bel lui permit d'être rapidement libéré, mais contre la promesse de ne pas intervenir dans les affaires de l'Empire.
En 1324, il participe à une expédition en Guyenne contre le roi d'Angleterre et dirigée par Charles de Valois. Entre 1324 et 1326, il a pris part à la guerre des quatre seigneurs  contre la ville de Metz. En 1328, à la mort du roi Charles IV de France, il se rallie au comte de Valois, qui est couronné sous le nom de Philippe VI, et combat à la bataille de Cassel.

## Mariage et enfants

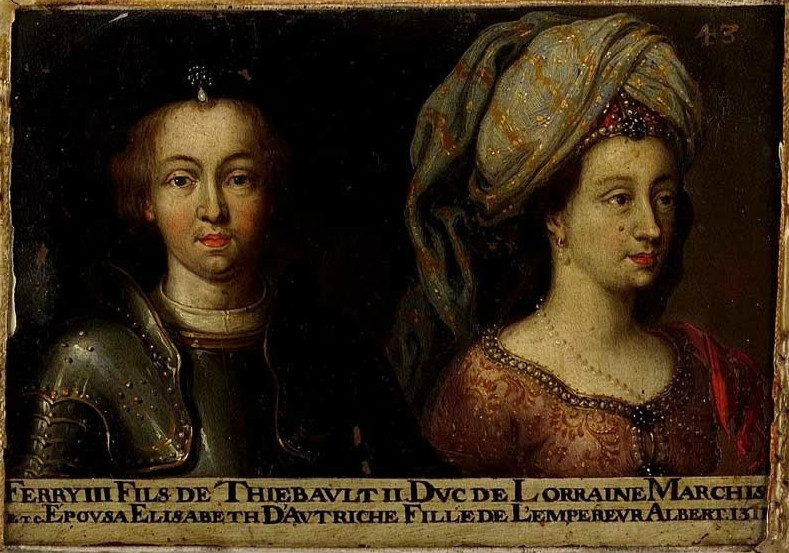
Ferry IV et son épouse Élisabeth d'Autriche.

Il épouse en 1304 Élisabeth d'Autriche (° 1285 † 1352), fille d'Albert Ier de Habsbourg, empereur germanique et archiduc d'Autriche et d'Élisabeth de Görtz. Ils eurent :
- Raoul (° 1320 † 1346), duc de Lorraine ;
- Marguerite, mariée à Jean de Chalon, seigneur d'Auberive († 1360), fils ainé de Jean II de Chalon-Arlay, puis à Conrad, comte de Fribourg, et à Ulrich († 1377), seigneur de Rappoltstein.

## Sources
1. ↑  Ferry IV sur le site de la Foundation for Medieval Genealogy.

- Henry Bogdan, La Lorraine des ducs, sept siècles d'histoire, Perrin, 2005 [détail des éditions] (ISBN 2-262-02113-9).